# Hallkyrka

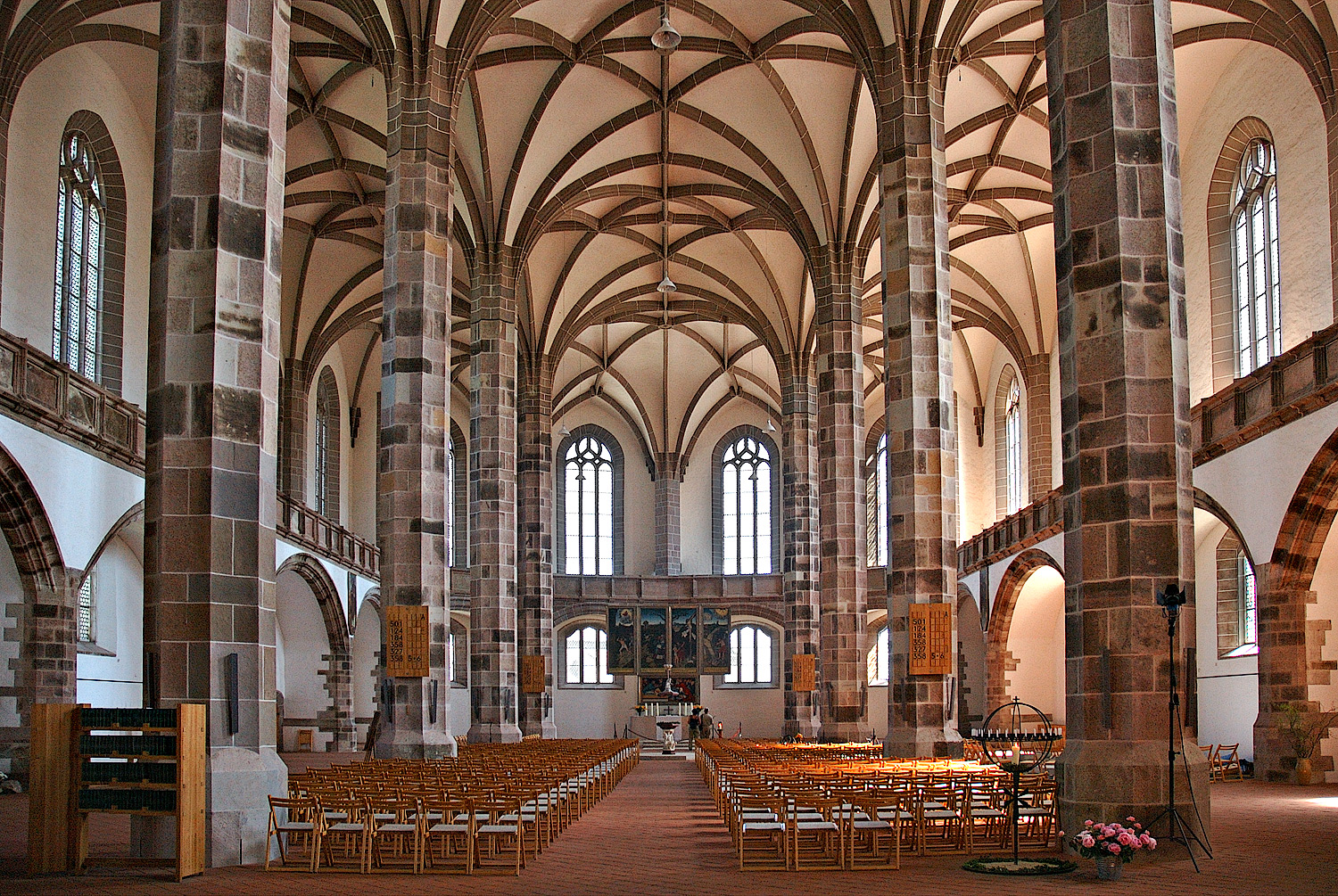
En hallkyrka i Schneeberg, Erzgebirge. Dess tre skepp har samma höjd. Belysningen kommer från fönstren i sidoskeppens yttermurar.

Hallkyrka är en flerskeppig kyrkobyggnad där sidoskeppen är lika höga som mittskeppet. Detta till skillnad från kyrkor av basilikatyp, där mittskeppet är högre och försett med en överljusvåning (klerestorium).
I hallkyrkor har mittskeppets och sidoskeppens valv samma eller nästan samma höjd. I kyrkor som inte är av halltyp är det vanligt att mellanskeppet är dubbelt så högt (och brett) som de senare. Hallkyrkan får därigenom utseendet av en enda stor sal eller hall med sidobelysning som faller in genom fönstren i sidoskeppens yttermur. I anläggningar av basilikatyp finns fönster inte bara i sidoskeppen, utan även i mittskeppets övermur som reser sig över sidoskeppens yttertak.
Hallkyrkor förekom redan under den senromanska tiden i nordvästra Tyskland och sedermera även i andra länder. Svenska exempel på hallkyrkor är:
- Etelhems kyrka
- Halls kyrka
- Linköpings domkyrka
- Mariakyrkan i Sigtuna
- Storkyrkan i Stockholm
- Stora Tuna kyrka
- Strängnäs domkyrka
- Vadstena klosterkyrka
- Visby domkyrka
- Västerås domkyrka